# Extreme Tiger
Extreme Tiger (né le 4 avril 1981 à Tijuana) est un catcheur mexicain.

## Carrière

### Circuit Indépendant (1998 - 2006)
Extreme Tiger débute le 13 septembre 1998 à le Salón Danubio Azul à Tijuana, Basse-Californie.

### Asistencia Asesoría y Administración (2006-2013)
Le 21 mars 2011, lui et Jack Evans battent Los Maniacos (Silver King et Último Gladiador) et remportent les AAA World Tag Team Championship. Lors de TripleMania XIX, ils battent Mr. Anderson et Abyss et conservent leurs titres. Lors de Héroes Inmortales 2011, ils perdent leur titres contre Abyss et Chessman dans un Tables, Ladders, and Chairs match.

### Total Nonstop Action Wrestling (2013-2016)

#### Début en tant que Ultimate Tiger (2013-2014)
Extreme Tiger fait ses débuts à la TNA sous le nom de Ultimate Tiger fin décembre 2013 lors d'un match d’essai, par la suite il participe à plusieurs enregistrements du second show de la TNA, XPlosion. Le 8 janvier 2014, pour son premier match officiel il perd face à Zema Ion après que ce dernier est soudainement retourné son tombé contre lui. Le 14 janvier, il perd son match face à Curry Man à la suite d'un saut de la seconde corde contré.

#### Tigre Uno et diverses rivalités (2014-2015)
Tigre Uno malgré de bonnes performances a un rôle assez limité à la TNA. Il se contente en effet d'enchaîner les défaites.

#### TNA X Division Champion et Départ (2015-2016)
Le 24 juin à Impact Wrestling, il gagne contre Grado et Low Ki dans un Triple Threat Match et remporte le TNA X Division Championship. Lors de Bound for Glory, il conserve son titre face à Andrew Everett, DJ Z et Manik dans un Ultimate X match.
Le 2 février, il perd son titre contre Trevor Lee.
Le 12 décembre, la TNA annonce son départ.

## Vie personnelle
Tigre Uno est marié et a fils, mais parce qu'il a travaillé masqué, cette vie privée est largement inconnue. Son nom vrai n'est pas connu. Il habiterait dans l'état de Baja California au Mexique.

## Palmares et accomplissement
- Asistencia Asesoría y Administración
  - 2 fois AAA Cruiserweight Champion
  - 2 fois AAA World Tag Team Champion avec Halloween (1) et Jack Evans (1)
  - Tournoi Alas de Oro (2007)
  - Coupe Abismo Negro (2009)
  - Coupe Gladiator (2010)
  - Rey de Reyes (2011)
- Nueva Generación Xtrema
  - 2 fois NGX Extreme Champion
  - NGX King of Deathmatch (2003)
- Tijuana
  - 1 fois Baja California Lightweight Champion
- Total Nonstop Action Wrestling
  - 1 fois TNA X Division Champion
  - Global Impact Tournament (2015) avec Team International (Magnus, Drew Galloway, The Great Muta, Khoya, Bram, Rockstar Spud, Sonjay Dutt et Angelina Love)

## Matchs avec Pari
| Pari    | Gagnant       | Perdant     | Place                     | Date             |
| ------- | ------------- | ----------- | ------------------------- | ---------------- |
| Cheveux | Extreme Tiger | Venum Black | Tijuana, Basse-Californie | 4 septembre 2004 |
| Cheveux | Extreme Tiger | Joe Líder   | Tijuana, Basse-Californie | 2 novembre 2004  |

## Récompenses des magazines
- Pro Wrestling Illustrated

| Année | 2006 | 2007       | 2008       | 2009       | 2010 | 2011 | 2012 | 2013       | 2014 | 2015 | 2016 | 2017 | 2018       |
| ----- | ---- | ---------- | ---------- | ---------- | ---- | ---- | ---- | ---------- | ---- | ---- | ---- | ---- | ---------- |
| Rang  | 417  | Non classé | Non classé | Non classé | 166  | 207  | 246  | Non classé | 172  | 180  | 126  | 341  | Non classé |